# Montesquiou (Gers)
Pour les articles homonymes, voir Montesquiou.
Montesquiou (Montesquiu en gascon), ou aussi Montesquiou-d'Armagnac, est une commune française située dans le sud du département du Gers, en région Occitanie. Sur le plan historique et culturel, la commune est dans le pays d'Astarac, un territoire du sud gersois très vallonné, au sol argileux, qui longe le plateau de Lannemezan.
Exposée à un climat océanique altéré, elle est drainée par l'Osse, la Baradée, le Lizet et par divers autres petits cours d'eau. La commune possède un patrimoine naturel remarquable : un site Natura 2000 (les « coteaux de Lizet et de l'Osse vers Montesquiou ») et deux zones naturelles d'intérêt écologique, faunistique et floristique.
Montesquiou est une commune rurale qui compte 569 habitants en 2022, après avoir connu un pic de population de 2 023 habitants en 1846.  Elle fait partie de l'aire d'attraction de Mirande. Ses habitants sont appelés les Montesquivais ou  Montesquivaises.
Le patrimoine architectural de la commune comprend deux  immeubles protégés au titre des monuments historiques : le château de la Mothe, inscrit en 1941, et le château de Laplagne, inscrit en 2005.

## Géographie

### Localisation
Montesquiou est le chef-lieu d'un canton de 17 communes. Le village, bâti sur un coteau, est un castelnau s'ouvrant sur les Pyrénées et la vallée de l'Osse. Il constitue une étape sur la via Tolosane des chemins de Saint-Jacques-de-Compostelle.

### Communes limitrophes
Les communes limitrophes sont  Bassoues, Castelnau-d'Anglès, Estipouy, L'Isle-de-Noé, Mirande, Mirannes, Monclar-sur-Losse, Pouylebon et Saint-Arailles.
| Castelnau-d'Anglès | Saint-Arailles    | Mirannes          |
| Bassoues           | Montesquiou       | L'Isle-de-Noé     |
| Pouylebon          | Monclar-sur-Losse | Estipouy, Mirande |

### Géologie et relief
Montesquiou se situe en zone de sismicité 2 (sismicité faible).

### Hydrographie

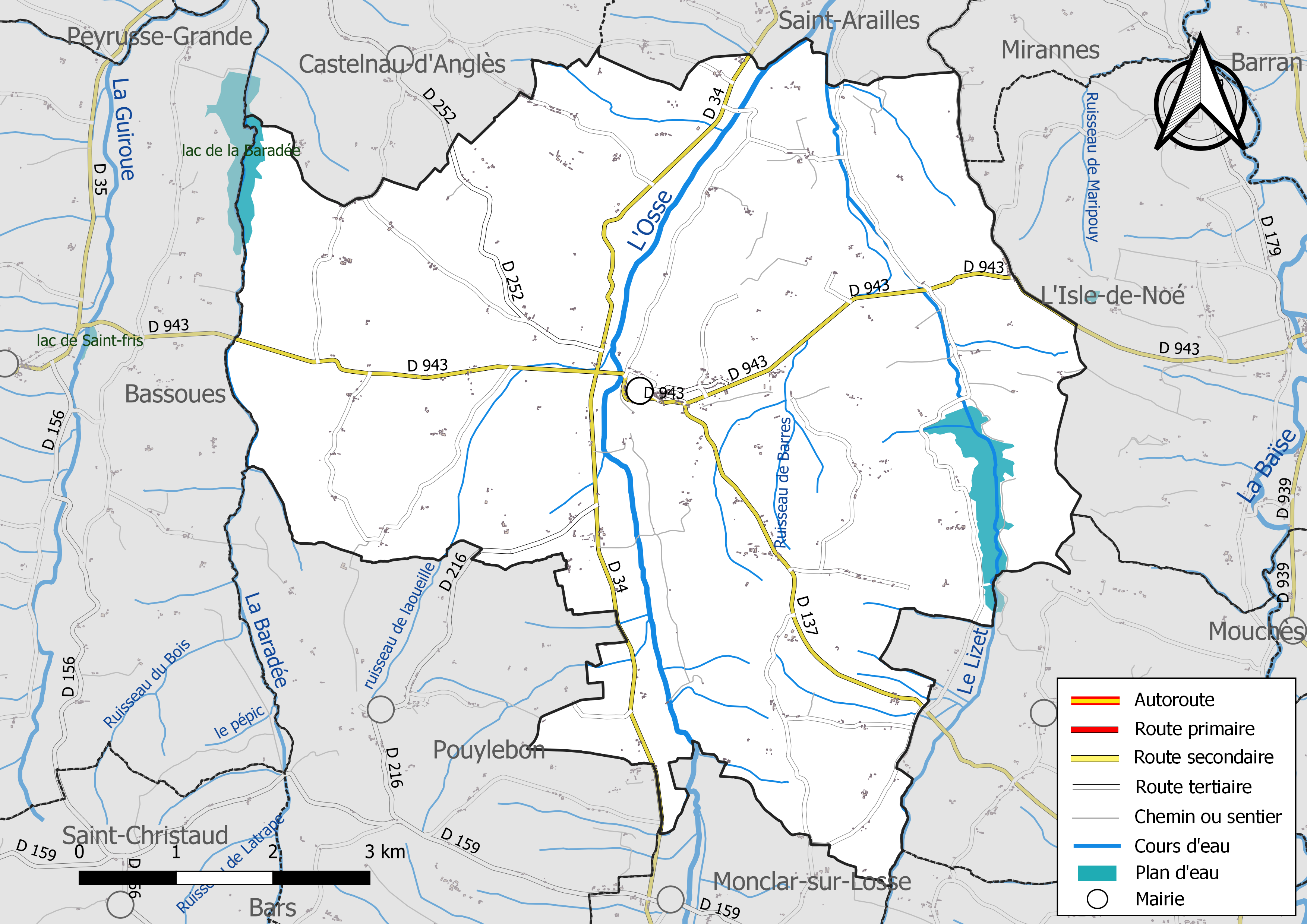
Réseaux hydrographique et routier de Montesquiou.

La commune est dans le bassin de la Garonne, au sein du bassin hydrographique Adour-Garonne. Elle est drainée par l'Osse, la Baradée, le Lizet, le ruisseau de Barres, le ruisseau de la Herrère, le ruisseau de laoueille et par divers petits cours d'eau, qui constituent un réseau hydrographique de 43 km de longueur totale,.
L'Osse, d'une longueur totale de 120,3 km, prend sa source dans la commune de Bernadets-Debat et s'écoule vers le nord. Il traverse la commune et se jette dans la Gélise à Andiran, après avoir traversé 36 communes.
La Baradée, d'une longueur totale de 12,6 km, prend sa source dans la commune de Saint-Christaud et s'écoule vers le nord. Elle traverse la commune et se jette dans la Guiroue à Castelnau-d'Anglès, après avoir traversé 6 communes.
Le Lizet, d'une longueur totale de 13,6 km, prend sa source dans la commune de Saint-Martin et s'écoule vers le nord. Il traverse la commune et se jette dans l'Osse à Saint-Arailles, après avoir traversé 6 communes.

### Climat
Pour des articles plus généraux, voir Climat de l'Occitanie et Climat du Gers.
En 2010, le climat de la commune est de type climat océanique altéré, selon une étude s'appuyant sur une série de données couvrant la période 1971-2000. En 2020, Météo-France publie une typologie des climats de la France métropolitaine dans laquelle la commune est toujours exposée à un climat océanique altéré et est dans la région climatique Aquitaine, Gascogne, caractérisée par une pluviométrie abondante au printemps, modérée en automne, un faible ensoleillement au printemps, un été chaud (19,5 °C), des vents faibles, des brouillards fréquents en automne et en hiver et des orages fréquents en été (15 à 20 jours).
Pour la période 1971-2000, la température annuelle moyenne est de 13,2 °C, avec une amplitude thermique annuelle de 14,6 °C. Le cumul annuel moyen de précipitations est de 844 mm, avec 10,8 jours de précipitations en janvier et 6,5 jours en juillet. Pour la période 1991-2020, la température moyenne annuelle observée sur la station météorologique la plus proche, située sur la commune de Mirande à 9 km à vol d'oiseau, est de 13,6 °C et le cumul annuel moyen de précipitations est de 818,5 mm,. Pour l'avenir, les paramètres climatiques de la commune estimés pour 2050 selon différents scénarios d'émission de gaz à effet de serre sont consultables sur un site dédié publié par Météo-France en novembre 2022.

### Milieux naturels et biodiversité

#### Réseau Natura 2000

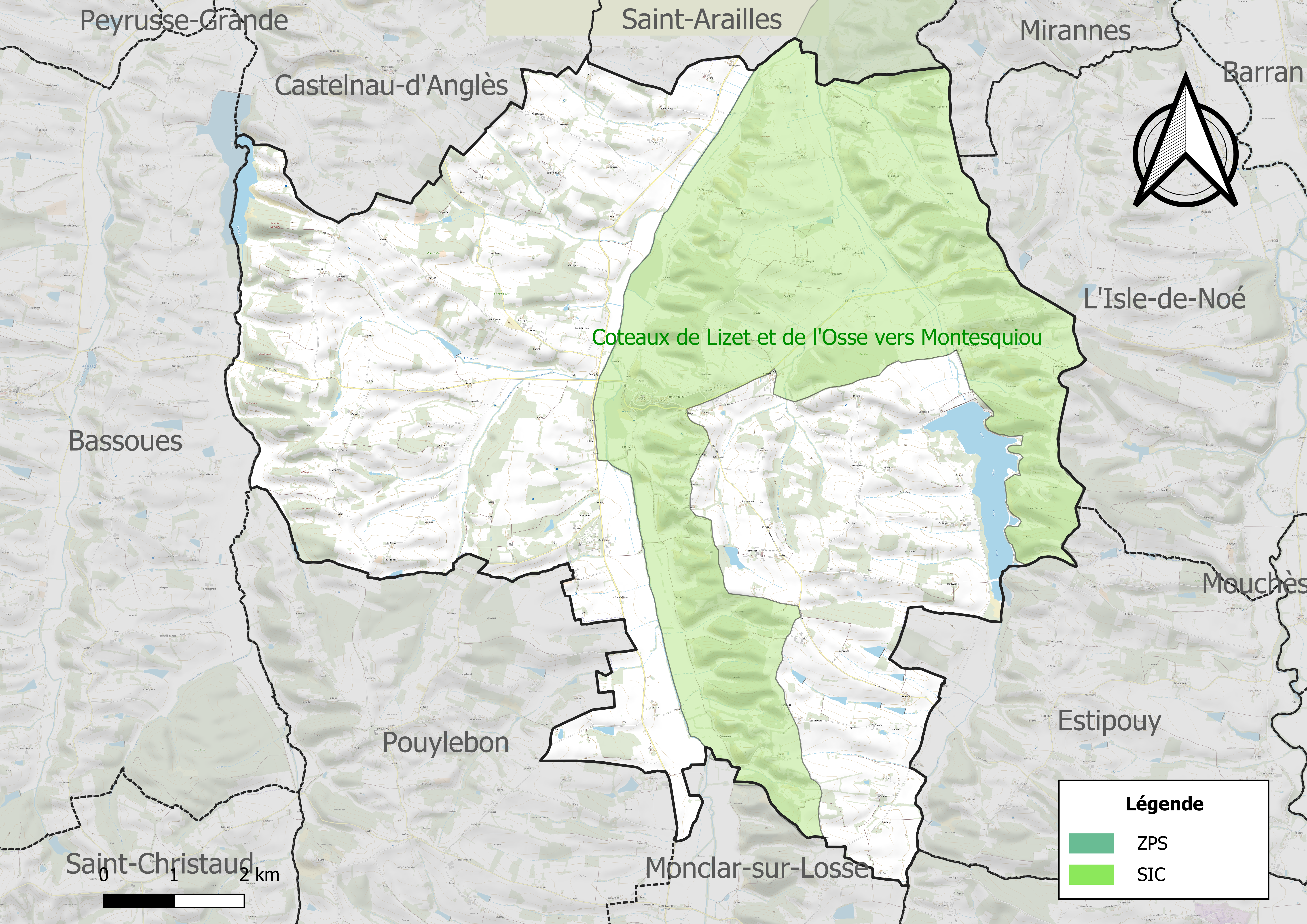
Site Natura 2000 sur le territoire communal.

Le réseau Natura 2000 est un réseau écologique européen de sites naturels d'intérêt écologique élaboré à partir des directives habitats et oiseaux, constitué de zones spéciales de conservation (ZSC) et de zones de protection spéciale (ZPS).
Un site Natura 2000 a été défini sur la commune au titre de la directive habitats : les « coteaux de Lizet et de l'Osse vers Montesquiou », d'une superficie de 1 865 ha, composés de coteaux découpés par deux cours d'eau issus du plateau de Lannemezan, comportant localement des bancs calcaires perforés de grottes. De nombreux vallons sont parsemés de prairies, landes et pelouses très riches en orchidées.

#### Zones naturelles d'intérêt écologique, faunistique et floristique

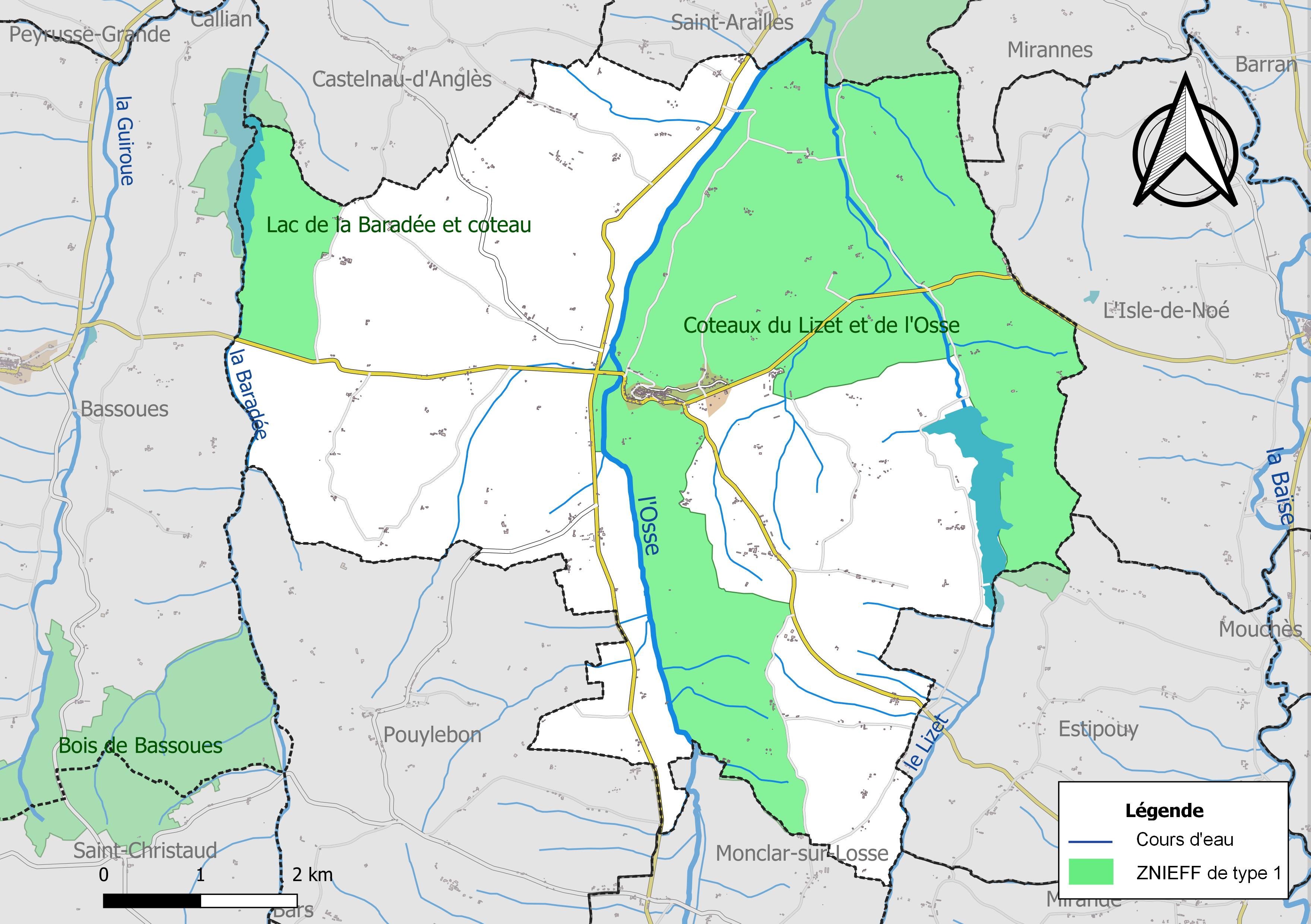
Carte des ZNIEFF de type 1 localisées sur la commune.

L’inventaire des zones naturelles d'intérêt écologique, faunistique et floristique (ZNIEFF) a pour objectif de réaliser une couverture des zones les plus intéressantes sur le plan écologique, essentiellement dans la perspective d’améliorer la connaissance du patrimoine naturel national et de fournir aux différents décideurs un outil d’aide à la prise en compte de l’environnement dans l’aménagement du territoire.
Deux ZNIEFF de type 1 sont recensées sur la commune :
les « coteaux du Lizet et de l'Osse* » (1 884 ha), couvrant 4 communes du département, et 
le « lac de la Baradée et coteau » (258 ha), couvrant 3 communes du département.

## Urbanisme

### Typologie
Au 1er janvier 2024, Montesquiou est catégorisée commune rurale à habitat très dispersé, selon la nouvelle grille communale de densité à sept niveaux définie par l'Insee en 2022.
Elle est située hors unité urbaine. Par ailleurs la commune fait partie de l'aire d'attraction de Mirande, dont elle est une commune de la couronne,. Cette aire, qui regroupe 3 communes, est catégorisée dans les aires de moins de 50 000 habitants,.

### Occupation des sols
L'occupation des sols de la commune, telle qu'elle ressort de la base de données européenne d’occupation biophysique des sols Corine Land Cover (CLC), est marquée par l'importance des territoires agricoles (87,1 % en 2018), en augmentation par rapport à 1990 (85,8 %). La répartition détaillée en 2018 est la suivante : 
terres arables (60,4 %), zones agricoles hétérogènes (19 %), forêts (10,2 %), prairies (7,7 %), eaux continentales (2,1 %), zones urbanisées (0,6 %). L'évolution de l’occupation des sols de la commune et de ses infrastructures peut être observée sur les différentes représentations cartographiques du territoire : la carte de Cassini (XVIIIe siècle), la carte d'état-major (1820-1866) et les cartes ou photos aériennes de l'IGN pour la période actuelle (1950 à aujourd'hui).

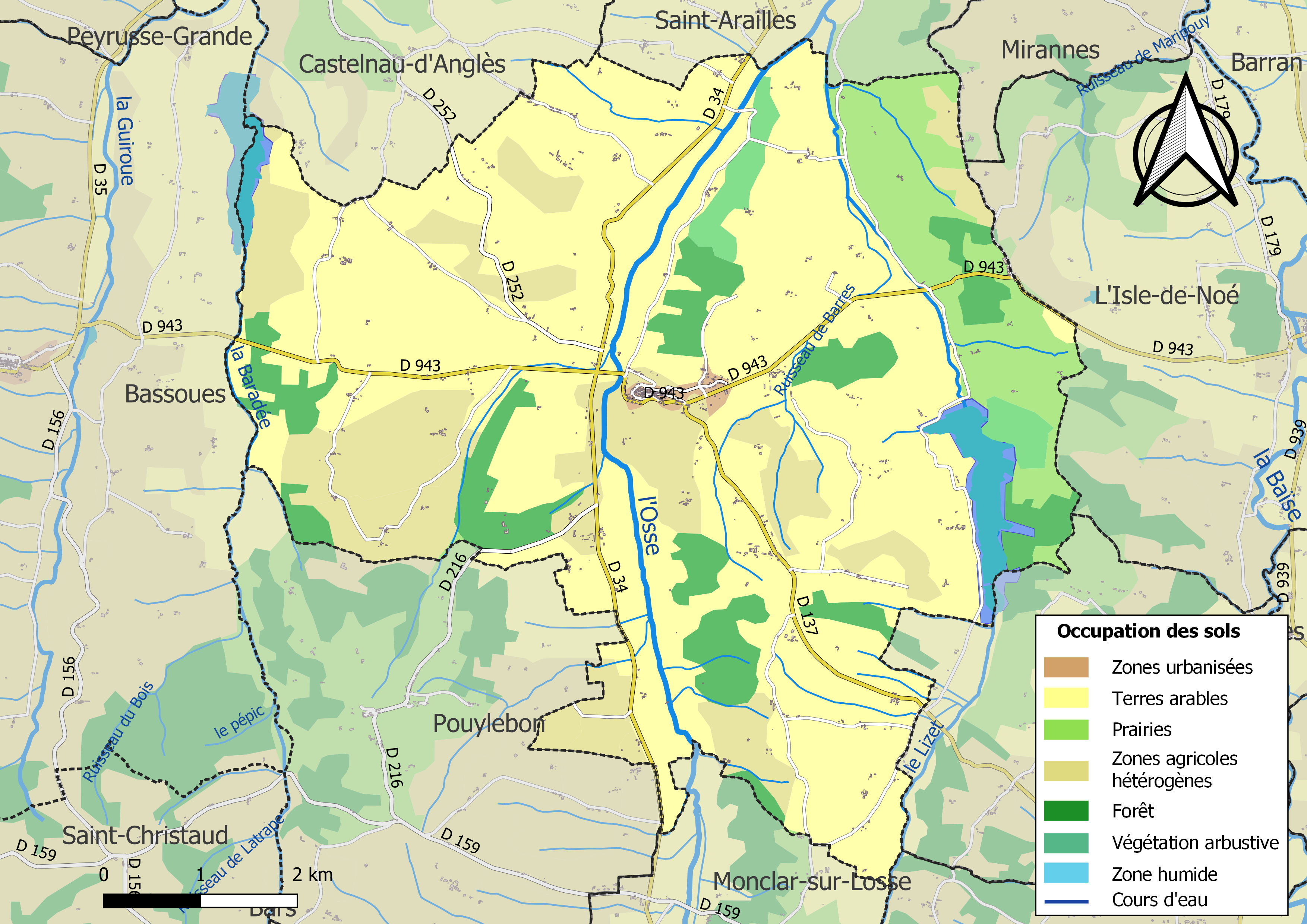
Carte des infrastructures et de l'occupation des sols de la commune en 2018 (CLC).

### Risques majeurs
Le territoire de la commune de Montesquiou est vulnérable à différents aléas naturels : météorologiques (tempête, orage, neige, grand froid, canicule ou sécheresse) et séisme (sismicité faible). Un site publié par le BRGM permet d'évaluer simplement et rapidement les risques d'un bien localisé soit par son adresse soit par le numéro de sa parcelle.

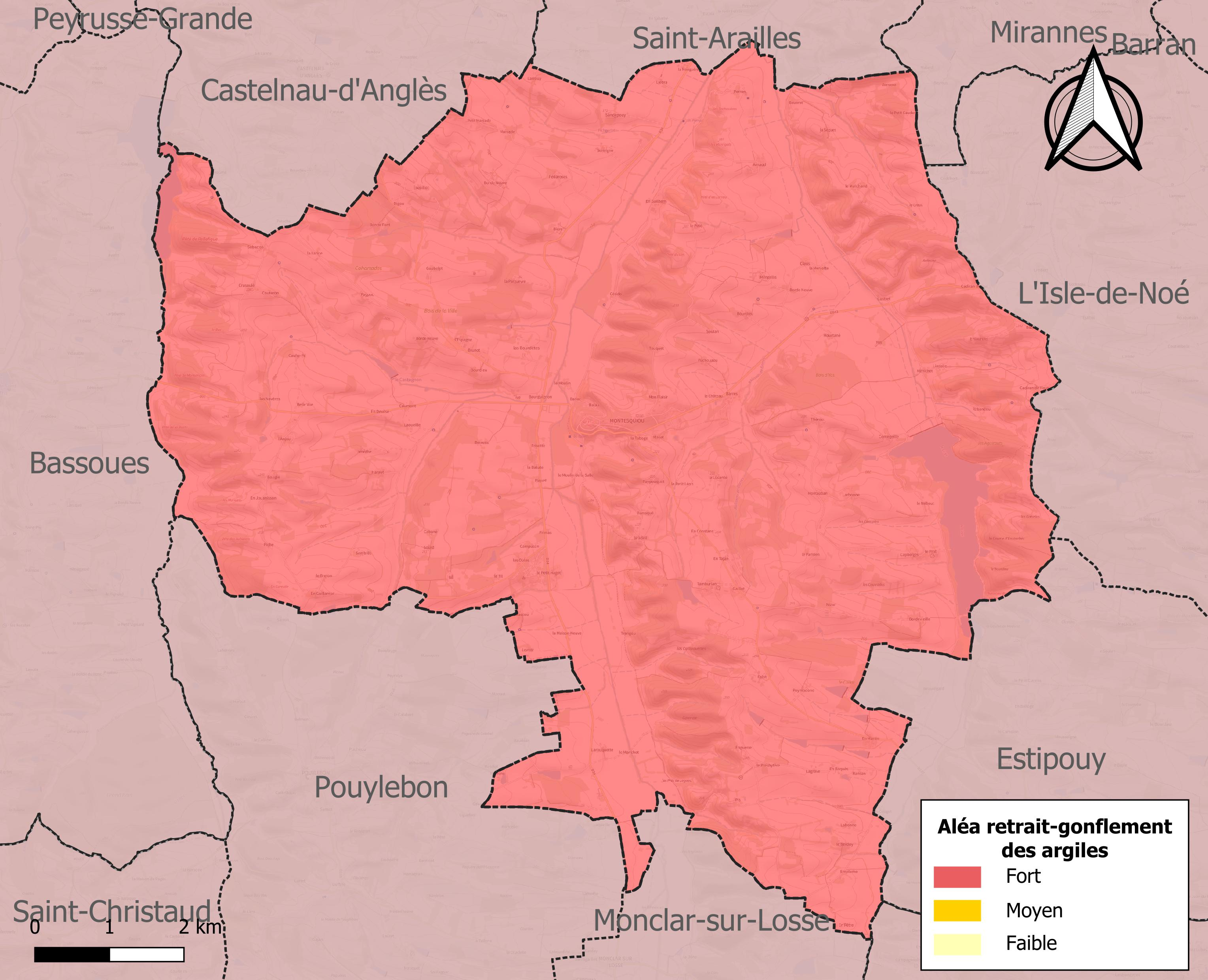
Carte des zones d'aléa retrait-gonflement des sols argileux de Montesquiou.

Le retrait-gonflement des sols argileux est susceptible d'engendrer des dommages importants aux bâtiments en cas d’alternance de périodes de sécheresse et de pluie. La totalité de la commune est en aléa moyen ou fort (94,5 % au niveau départemental et 48,5 % au niveau national). Sur les 370 bâtiments dénombrés sur la commune en 2019, 370 sont en aléa moyen ou fort, soit 100 %, à comparer aux 93 % au niveau départemental et 54 % au niveau national. Une cartographie de l'exposition du territoire national au retrait gonflement des sols argileux est disponible sur le site du BRGM,.
Par ailleurs, afin de mieux appréhender le risque d’affaissement de terrain, l'inventaire national des cavités souterraines permet de localiser celles situées sur la commune.
La commune a été reconnue en état de catastrophe naturelle au titre des dommages causés par les inondations et coulées de boue survenues en 1999, 2000, 2009, 2018 et 2020. Concernant les mouvements de terrains, la commune a été reconnue en état de catastrophe naturelle au titre des dommages causés par la sécheresse en 1989, 1993, 2002, 2009, 2015 et 2019 et par des mouvements de terrain en 1999.

## Toponymie
Le nom de Montesquiou est attesté sous la forme Montesquivo au xve siècle, adaptation de l’ancien Monteschivum (1162), de l'occitan esquiu, signifie sauvage, hostile, d'où « mont sauvage ».
Mais il se pourrait, à l’inverse, que le nom du village provienne de son propriétaire : Esquieu ou Esquiou est aussi un sobriquet devenu un nom de famille bien attesté, qui a pu désigner le possesseur primitif de ce lieu : « mont d'Esquiou ».
Castelnau typique du Gers, le village de Montesquiou s’est construit au fil des siècles autour du donjon des barons de Montesquiou et des murailles, dont il reste quelques vestiges, ainsi que de la chapelle castrale, devenue l’église.

## Histoire
Montesquiou est le berceau de la famille de Montesquiou.
Presque aucun vestige du château de Montesquiou ne subsiste actuellement, hormis des morceaux de remparts d’enceinte. Selon Benoît Cursente, il a pu être un des castelnaux construits sur motte en terre et en brique au milieu du XIe siècle. Montesquiou apparaît comme castrum dans les sources écrites en 1274. Aymeri de Montesquiou, est le dernier Montesquiou à y avoir vécu et à y être mort vers 1574. Sa sœur Anne, mariée à Fabien de Montluc, a recueilli sa succession.
Le nom de Montesquiou apparaît pour la première fois dans une charte de 985. Signifiant « mont en échine », il peut également s'interpréter comme « mont terrible » ou « mont sauvage ». Sa situation privilégiée pour la surveillance et la défense favorise l'implantation humaine dès la préhistoire, comme l'attestent les objets datant du Néolithique et les tumuli découverts sur place. Des vestiges de villas gallo-romaines sont également présents.
Montesquiou est associé à d'Artagnan, né non loin de là au château de Castelmore à Lupiac. De son vrai nom Charles de Batz de Castelmore, sa mère, Françoise de Montesquiou d'Artagnan, était issue de la branche des derniers seigneurs possédant cette ville.
La Révolution française ne bouleverse pas la vie des montesquivais. Pendant une période, tout signe rappelant la féodalité devant disparaître, le village est renommé « Mont Osse » et le château est vendu puis démoli. Les matériaux sont négociés pour bâtir de nouvelles demeures ou paver les chemins.
Le XIXe siècle constitue une période de prospérité à Montesquiou et dans tout le Gers. À cette époque, plusieurs membres d'une famille de notables ont de hautes fonctions d'État et jouent un rôle important dans la région.
La Première Guerre mondiale provoque une saignée dans la jeunesse. Le XXe siècle voit arriver la mécanisation, l'électricité, le goudron et le début de l'exode rural. De 2028 habitants en 1846, la population passe à 570 en 1999, soit 13 hab/km2. Le mouvement est aujourd'hui stabilisé, et de nouveaux habitants en quête d'un mode de vie rural compensent la baisse des actifs agricoles.

## Politique et administration

### Liste des maires

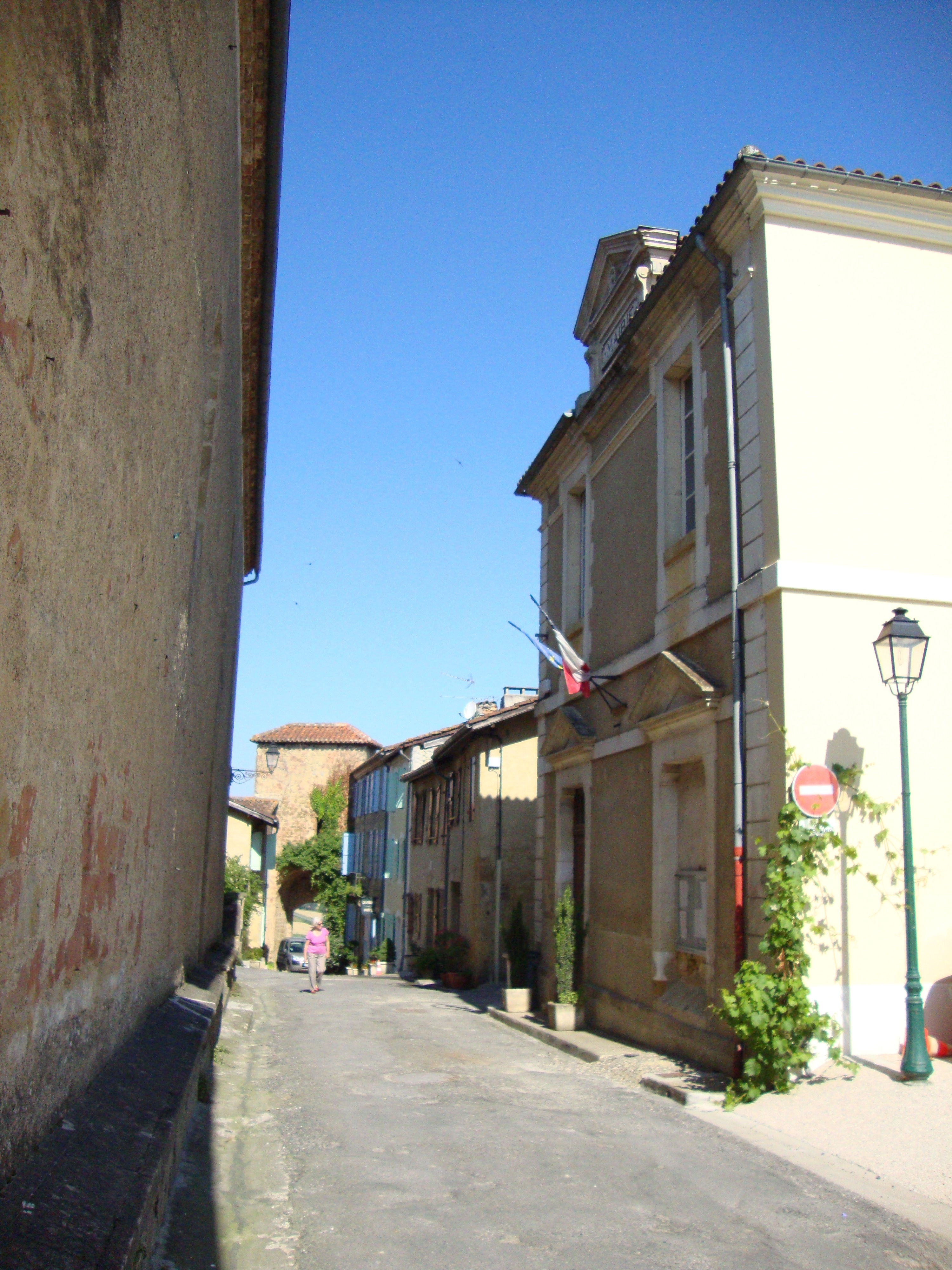
La mairie.

| Période   | Période   | Identité                              | Étiquette | Qualité                        |
| --------- | --------- | ------------------------------------- | --------- | ------------------------------ |
| 1792      | 1794      | Barthélémy Lacave-laplagne            |           |                                |
| 1794      | 1798      | Joseph Abadie                         |           |                                |
| 1798      | 1800      | François Abeillé                      |           |                                |
| 1800      | 1804      | Barthélémy Lacave-laplagne            |           |                                |
| 1804      | 1808      | Charles Carrère                       |           |                                |
| 1808      | 1816      | Jean Bernard François Lasserre        |           |                                |
| 1816      | 1818      | Joseph Guillaume Monlaur              |           |                                |
| 1818      | 1822      | Joseph Abadie                         |           |                                |
| 1822      | 1830      | Léon Alexandre Liesta                 |           |                                |
| 1830      | 1837      | Jean Bernard François Lasserre        |           |                                |
| 1837      | 1848      | Hippolyte Achille Aylies              |           |                                |
| 1848      | 1851      | Hubert Joseph Thenet                  |           |                                |
| 1851      | 1856      | Hippolyte Achille Aylies              |           |                                |
| 1856      | 1859      | Jean Bernard François Lasserre        |           |                                |
| 1859      | 1860      | François Basile Nodenot               |           |                                |
| 1860      | 1863      | Alexis Cyprien Lacave-laplagne-barris |           |                                |
| 1863      | 1865      | Joseph Xavier Carrère                 |           |                                |
| 1865      | 1870      | Pascal Rozis                          |           |                                |
| 1870      | 1871      | Louis Balech                          |           |                                |
| 1871      | 1882      | Pascal Rozis                          |           |                                |
| 1882      | 1892      | François Bazile Nodenot               |           |                                |
| 1892      | 1900      | Anselme Dupouy                        |           |                                |
| 1900      | 1904      | Joseph Bazillac                       |           |                                |
| 1904      | 1919      | Joseph Laplagne-barris                |           |                                |
| 1919      | 1929      | Jean Adoue                            |           |                                |
| 1929      | 1944      | Jean Baqué                            |           |                                |
| 1944      | 1945      | Paul Capdecomme                       |           |                                |
| 1945      | 1959      | Alexandre Julien Vignaux              |           |                                |
| 1959      | 1974      | Elie Rozis                            |           |                                |
| 1974      | 1983      | André Lannes                          |           |                                |
| mars 1983 | mars 2014 | Robert Perrussan                      | PS        | Conseiller général (2001-2015) |
| mars 2014 | En cours  | Etienne Verret                        | DVD       | Employé                        |

### Jumelages
Roclincourt (France) depuis 1999
 Montesquiu (Espagne)

## Démographie
| 1793  | 1800  | 1806  | 1821  | 1831  | 1841  | 1846  | 1851  | 1856  |
| ----- | ----- | ----- | ----- | ----- | ----- | ----- | ----- | ----- |
| 1 802 | 1 872 | 1 832 | 1 984 | 2 015 | 2 000 | 2 023 | 1 925 | 1 936 |

| 1861  | 1866  | 1872  | 1876  | 1881  | 1886  | 1891  | 1896  | 1901  |
| ----- | ----- | ----- | ----- | ----- | ----- | ----- | ----- | ----- |
| 1 800 | 1 704 | 1 602 | 1 625 | 1 582 | 1 517 | 1 439 | 1 380 | 1 270 |

| 1906  | 1911  | 1921 | 1926 | 1931 | 1936 | 1946 | 1954 | 1962 |
| ----- | ----- | ---- | ---- | ---- | ---- | ---- | ---- | ---- |
| 1 290 | 1 272 | 993  | 964  | 945  | 929  | 926  | 840  | 752  |

| 1968 | 1975 | 1982 | 1990 | 1999 | 2006 | 2011 | 2016 | 2021 |
| ---- | ---- | ---- | ---- | ---- | ---- | ---- | ---- | ---- |
| 645  | 605  | 604  | 579  | 570  | 586  | 598  | 583  | 570  |

| 2022 | - | - | - | - | - | - | - | - |
| ---- | - | - | - | - | - | - | - | - |
| 569  | - | - | - | - | - | - | - | - |

## Économie

### Revenus
En 2018  (données Insee publiées en septembre 2021), la commune compte 254 ménages fiscaux, regroupant 503 personnes. La médiane du revenu disponible par unité de consommation est de 18 630 € (20 820 € dans le département).

### Emploi
|                | 2008  | 2013  | 2018   |
| -------------- | ----- | ----- | ------ |
| Commune        | 4,6 % | 6,6 % | 10,6 % |
| Département    | 6,1 % | 7,5 % | 8,2 %  |
| France entière | 8,3 % | 10 %  | 10 %   |

En 2018, la population âgée de 15 à 64 ans s'élève à 322 personnes, parmi lesquelles on compte 75,6 % d'actifs (65 % ayant un emploi et 10,6 % de chômeurs) et 24,4 % d'inactifs,. En  2018, le taux de chômage communal (au sens du recensement) des 15-64 ans est supérieur à celui du département et de la France, alors qu'en 2008 la situation était inverse.
La commune fait partie de la couronne de l'aire d'attraction de Mirande, du fait qu'au moins 15 % des actifs travaillent dans le pôle,. Elle compte 169 emplois en 2018, contre 168 en 2013 et 211 en 2008. Le nombre d'actifs ayant un emploi résidant dans la commune est de 216, soit un indicateur de concentration d'emploi de 78,1 % et un taux d'activité parmi les 15 ans ou plus de 50,1 %.
Sur ces 216 actifs de 15 ans ou plus ayant un emploi, 103 travaillent dans la commune, soit 48 % des habitants. Pour se rendre au travail, 77,7 % des habitants utilisent un véhicule personnel ou de fonction à quatre roues, 0,9 % les transports en commun, 6,8 % s'y rendent en deux-roues, à vélo ou à pied et 14,6 % n'ont pas besoin de transport (travail au domicile).

### Activités hors agriculture
78 établissements sont implantés  à Montesquiou au 31 décembre 2019. Le tableau ci-dessous en détaille le nombre par secteur d'activité et compare les ratios avec ceux du département,.
| Secteur d'activité                                                                                        | Commune | Commune | Département |
| Secteur d'activité                                                                                        | Nombre  | %       | %           |
| --- | ------- | ------- | ----------- |
| Ensemble                                                                                                  | 78      | 100 %   | (100 %)     |
| Industrie manufacturière, industries extractives et autres                                                | 11      | 14,1 %  | (12,3 %)    |
| Construction                                                                                              | 14      | 17,9 %  | (14,6 %)    |
| Commerce de gros et de détail, transports, hébergement et restauration                                    | 20      | 25,6 %  | (27,7 %)    |
| Information et communication                                                                              | 3       | 3,8 %   | (1,8 %)     |
| Activités financières et d'assurance                                                                      | 1       | 1,3 %   | (3,5 %)     |
| Activités immobilières                                                                                    | 1       | 1,3 %   | (5,2 %)     |
| Activités spécialisées, scientifiques et techniques et activités de services administratifs et de soutien | 8       | 10,3 %  | (14,4 %)    |
| Administration publique, enseignement, santé humaine et action sociale                                    | 9       | 11,5 %  | (12,3 %)    |
| Autres activités de services                                                                              | 11      | 14,1 %  | (8,3 %)     |

Le secteur du commerce de gros et de détail, des transports, de l'hébergement et de la restauration est prépondérant sur la commune puisqu'il représente 25,6 % du nombre total d'établissements de la commune (20 sur les 78 entreprises implantées  à Montesquiou), contre 27,7 % au niveau départemental.

### Agriculture
La commune est dans le « Haut-Armagnac », une petite région agricole occupant le centre du département du Gers. En 2020, l'orientation technico-économique de l'agriculture  sur la commune est la combinaisons de granivores (porcins, volailles).
|               | 1988  | 2000  | 2010  | 2020  |
| ------------- | ----- | ----- | ----- | ----- |
| Exploitations | 76    | 50    | 53    | 36    |
| SAU (ha)      | 3 379 | 3 351 | 3 513 | 3 261 |

Le nombre d'exploitations agricoles en activité et ayant leur siège dans la commune est passé de 76 lors du recensement agricole de 1988  à 50 en 2000 puis à 53 en 2010 et enfin à 36 en 2020, soit une baisse de 53 % en 32 ans. Le même mouvement est observé à l'échelle du département qui a perdu pendant cette période 51 % de ses exploitations,. La surface agricole utilisée sur la commune a également diminué, passant de 3 379 ha en 1988 à 3 261 ha en 2020. Parallèlement la surface agricole utilisée moyenne par exploitation a augmenté, passant de 44 à 91 ha.

## Culture locale et patrimoine

### Lieux et monuments

#### Église Saint-Martin
L'église remonterait au XIe siècle. Aujourd'hui, la partie la plus ancienne est le clocher qui date du XIIe siècle. C'était encore une église assez modeste à la fin du XVe siècle. Le flèche actuelle en éteignoir date aussi du XIXe siècle et ne correspond pas au style du pays.
Le chœur est couvert d'une voûte de la fin du gothique, nervurée et dotée de clés armoirées. La clé centrale porte les armoiries des barons de Montesquiou.
Dans la chapelle située à la droite : une pietà et un reliquaire doré dédié à saint Martin.
- Chapelle du cimetière de Montesquiou.
- Façades de maisons à colombage.
- Vieille porte du XIIIe siècle.

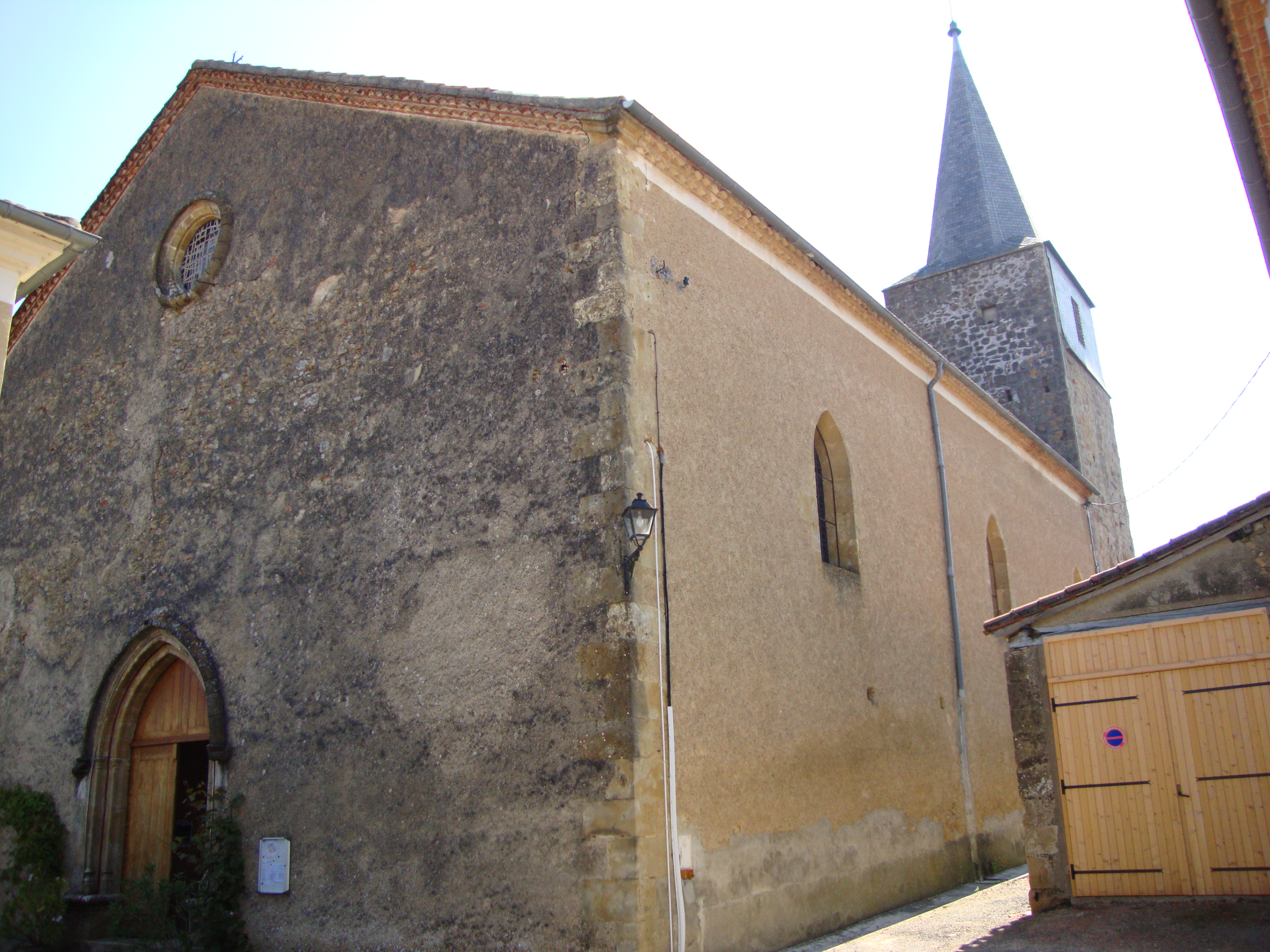
L'église Saint-Martin.
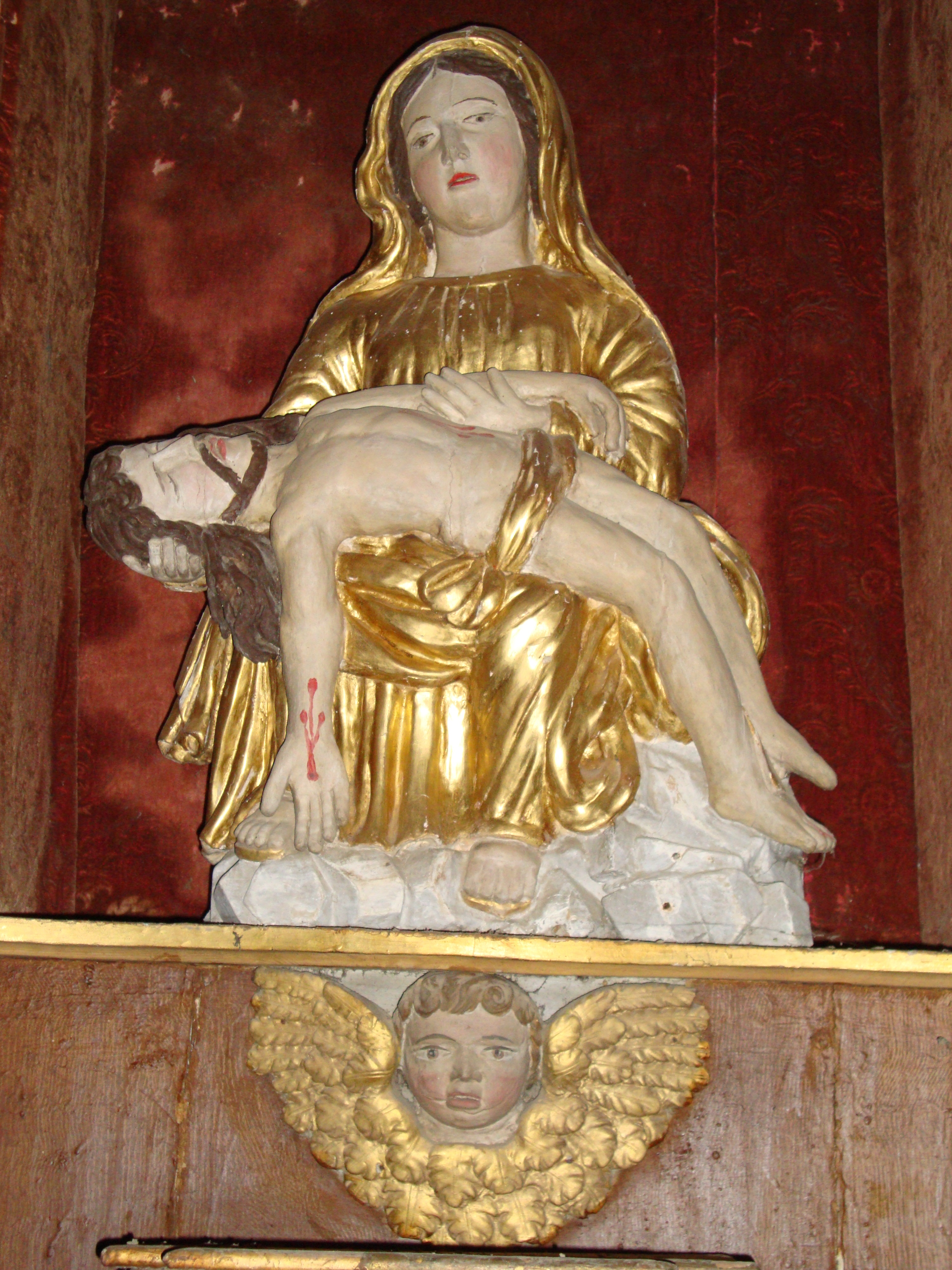
Pietà dans l'église.
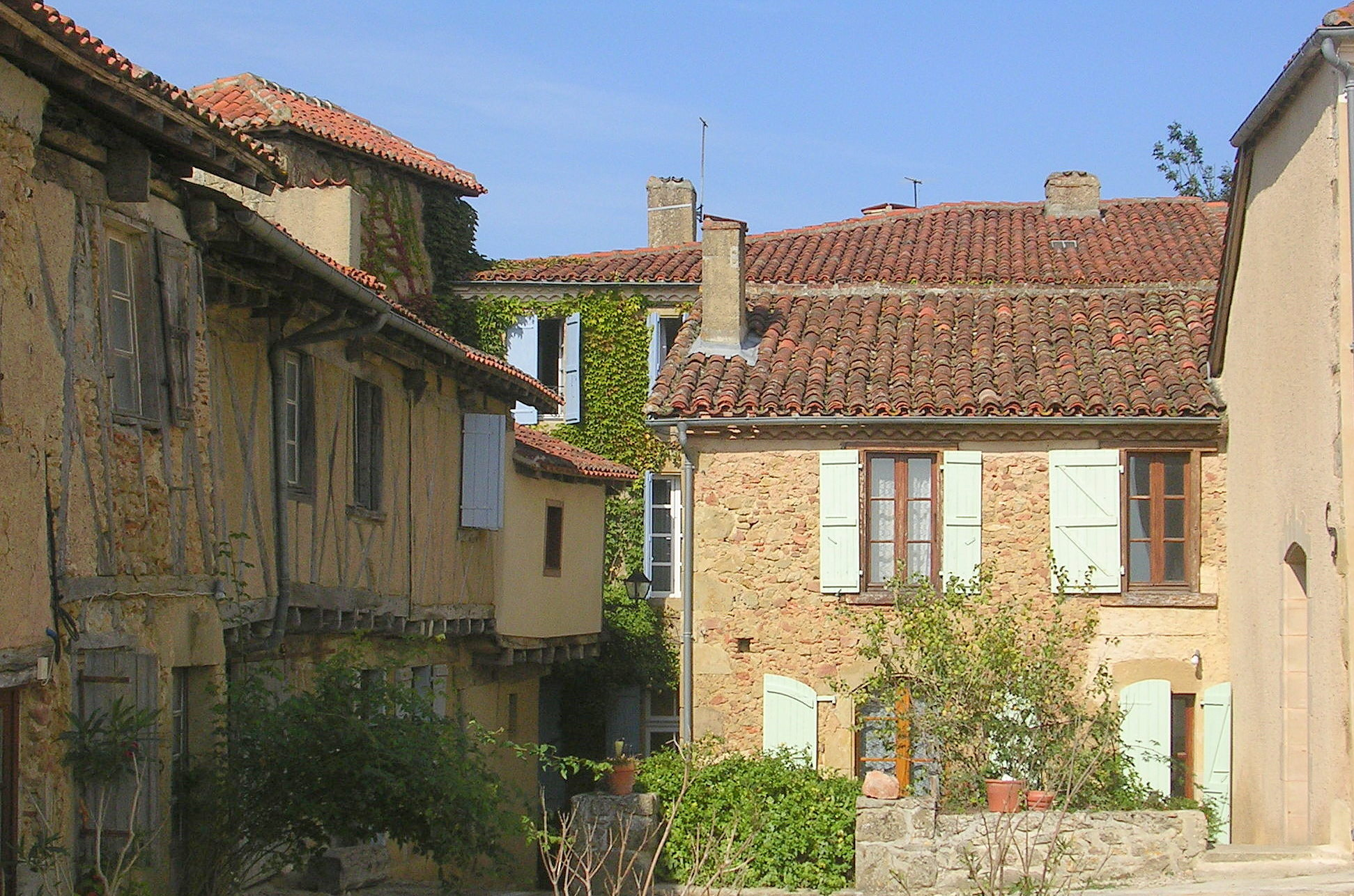
Vieilles maisons.
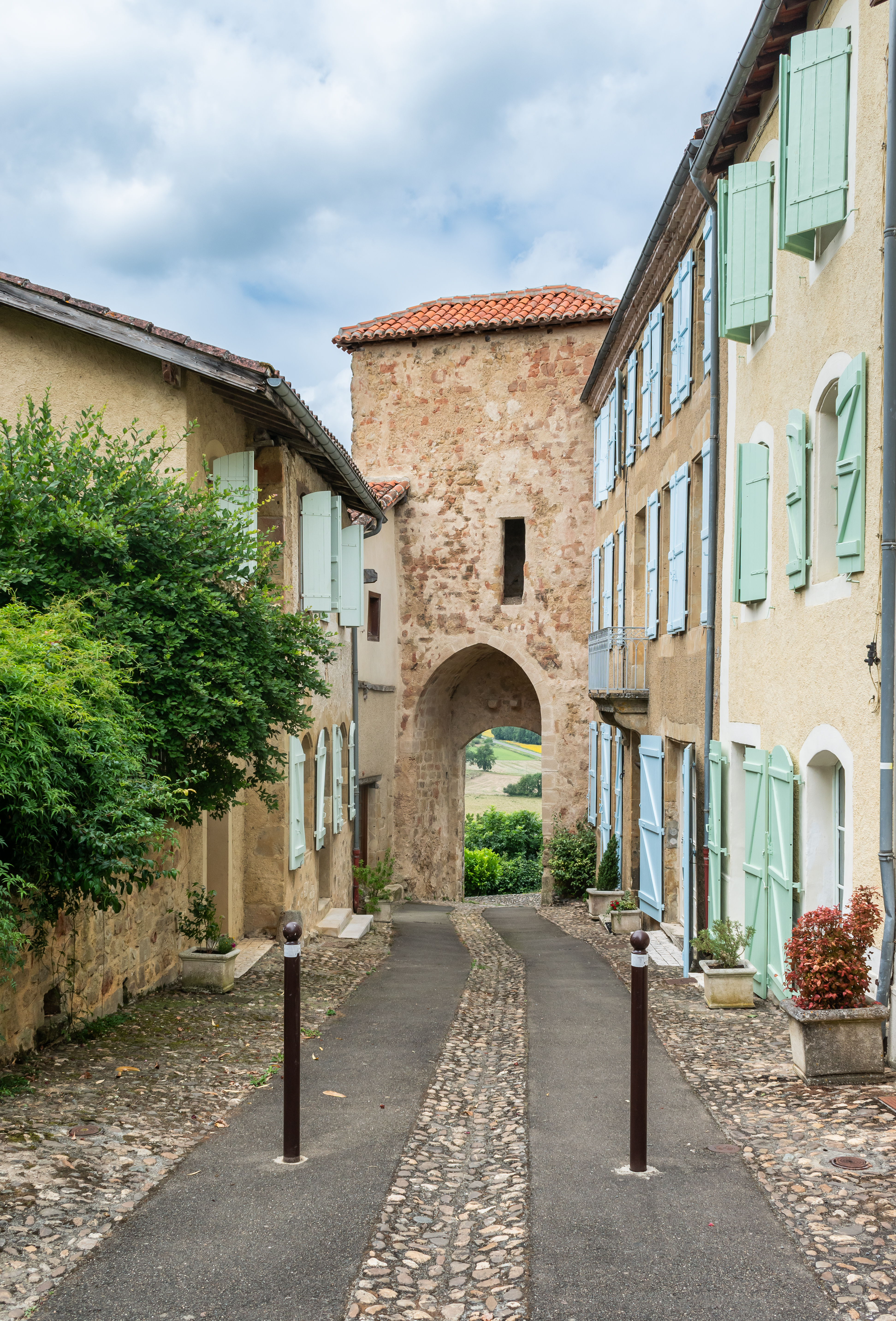
Porte du XIIIe siècle.

### Personnalités liées à la commune
- Maison de Montesquiou
- Jean Lacave-Laplagne (1795-1849), magistrat et homme politique.
- Raymond Lacave-Laplagne (1786-1857), avocat et président de chambre à la Cour de cassation.
- Pierre Barris (1753-1824), homme politique, député du Gers.

### Héraldique
| Blason de Montesquiou | Blason  | D'or à la montagne de sable; au chef d'azur chargé d'une lune d'argent. |
| Blason de Montesquiou | Détails | Le statut officiel du blason reste à déterminer.                        |